# Elisabetta del Belgio
Elisabetta del Belgio (in francese: Élisabeth Thérèse Marie Hélène, in olandese: Elisabeth Theresia Maria Helena; Anderlecht, 25 ottobre 2001) è la duchessa di Brabante dal 2013, in quanto erede al trono belga.
È la maggiore dei figli del re Filippo e della regina Mathilde; ha acquisito la sua posizione e il titolo ducale dopo che suo nonno, Alberto II, ha abdicato in favore di suo padre. Ha due fratelli minori, Gabriele ed Emanuele, e una sorella minore, Eleonora.

## Biografia

### Nascita e battesimo
Elisabetta del Belgio nacque all'ospedale Erasmo di Anderlecht. Il nome le viene dalla sua trisavola, la regina Elisabetta (1876-1965), nata duchessa in Baviera. Pochissimi giorni dopo la nascita, il 9 novembre 2001, venne battezzata nella cappella privata del castello di Ciergnon. La cerimonia, che ebbe luogo nelle tre lingue ufficiali del Belgio così come in latino, è stata presieduta dal primate del Belgio e vescovo di Bruxelles, cardinale Godfried Danneels. Il suo padrino è il principe Amedeo del Belgio (1986), suo cugino, e la sua madrina è la contessa Hélène d'Udekem-d'Acoz (1979), sua zia materna. Ufficialmente designata come Sua Altezza Reale, la principessa Elisabetta del Belgio è soprannominata "Lisa" dalla famiglia.

#### Legge salica
Dato che la legge salica è stata soppressa dalla Costituzione belga nel 1991, al momento della nascita del fratello Gabriele, nel 2003, Elisabetta non ha perso il primo posto nell'ordine di successione al trono del Belgio. Diventerà dunque la prima regina sovrana dei Belgi al termine del regno di suo padre Filippo, mentre le altre regine ebbero il titolo di consorti.
Con Ingrid Alexandra di Norvegia, Caterina Amalia dei Paesi Bassi, Vittoria di Svezia e Leonor di Spagna, è tra le cinque principesse che saranno chiamate a regnare in Europa.

### Educazione e formazione
La principessa Elisabetta ha frequentato il Sint-Jan Berchmanscollege di Marolles (Bruxelles), scuola dove hanno studiato in precedenza i suoi cugini più grandi, figli della zia paterna, l'arciduchessa Astrid. Questo è un cambiamento significativo per la famiglia reale, in quanto è la prima volta che la formazione di un futuro monarca belga è iniziata in olandese.
Elisabetta frequentava anche corsi di danza svolti in olandese alla Comunale Accademia di Musica di Asse, nel Brabante Fiammingo. La duchessa parla fluentemente l'olandese, il francese, l'inglese e il tedesco.
Ha frequentato lo UWC Atlantic College in Galles, dove ha ottenuto il baccellierato internazionale.
Nel maggio 2020, la Corte reale belga ha annunciato che Elisabetta avrebbe intrapreso un addestramento militare. Il 31 agosto 2020, Elisabetta è entrata all'Accademia militare reale di Bruxelles, studiando scienze sociali e militari. Ha completato il suo addestramento militare di un anno il 9 luglio 2021. Per i due anni successivi ha frequentato i campi estivi annuali di tre settimane dell'Accademia. Ha prestato giuramento da ufficiale il 26 settembre 2023, quando è stata nominata sottotenente dell'esercito belga.
Attualmente sta studiando storia e politica presso il Lincoln College dell'Università di Oxford. Nel febbraio 2023 si è unita alla squadra canottaggio del Lincoln College Boat Club per una gara, utilizzando il nome di "Elisabeth de Saxe-Cobourg".

### Incarichi di corte

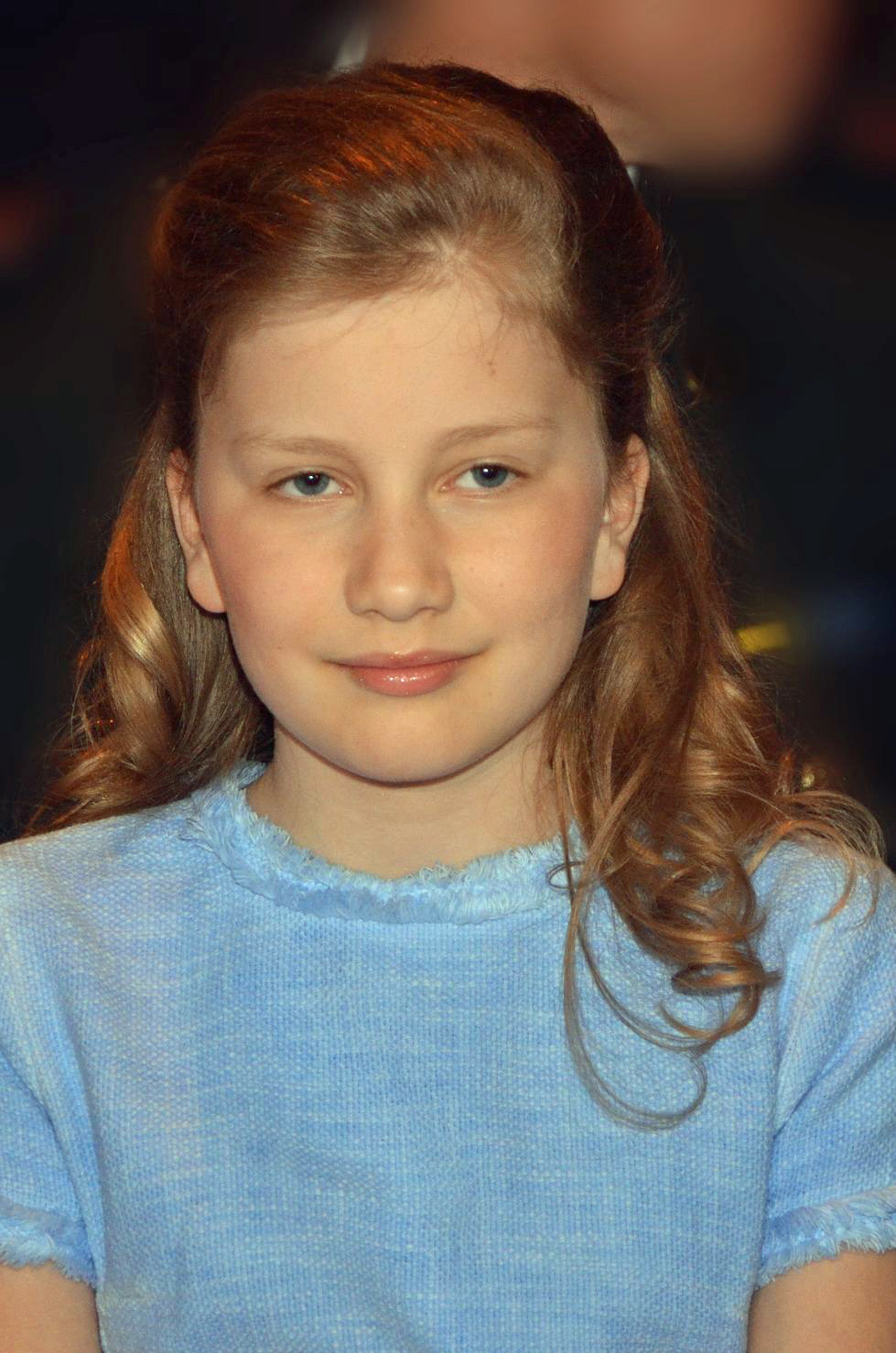
Elisabetta del Belgio (2014)

La principessa ha già partecipato a numerose cerimonie ufficiali. Nel 2003 è stata presente al matrimonio di suo zio, il principe Laurent del Belgio con Claire Coombs. Tuttavia, la sua prima vera apparizione ufficiale ebbe luogo all'età di quattro anni, dopo il Te Deum offerto in occasione della festa nazionale belga del 2006.
Nel 2007 ha accompagnato il padre all'inaugurazione di un Museo della Scienza. Ha inoltre assistito al "Concorso musicale Regina Elisabetta" e alla presentazione al Palazzo Reale di un modello della stazione antartica belga che porta il suo nome, la "Base Principessa Elisabetta".
Nel settembre 2011 ha adempiuto al suo primo impegno ufficiale inaugurando, in presenza dei suoi genitori, l'ala pediatrica dell'Ospedale universitario di Gand, che porta il suo nome, "Ospedale pediatrico Principessa Elisabetta".

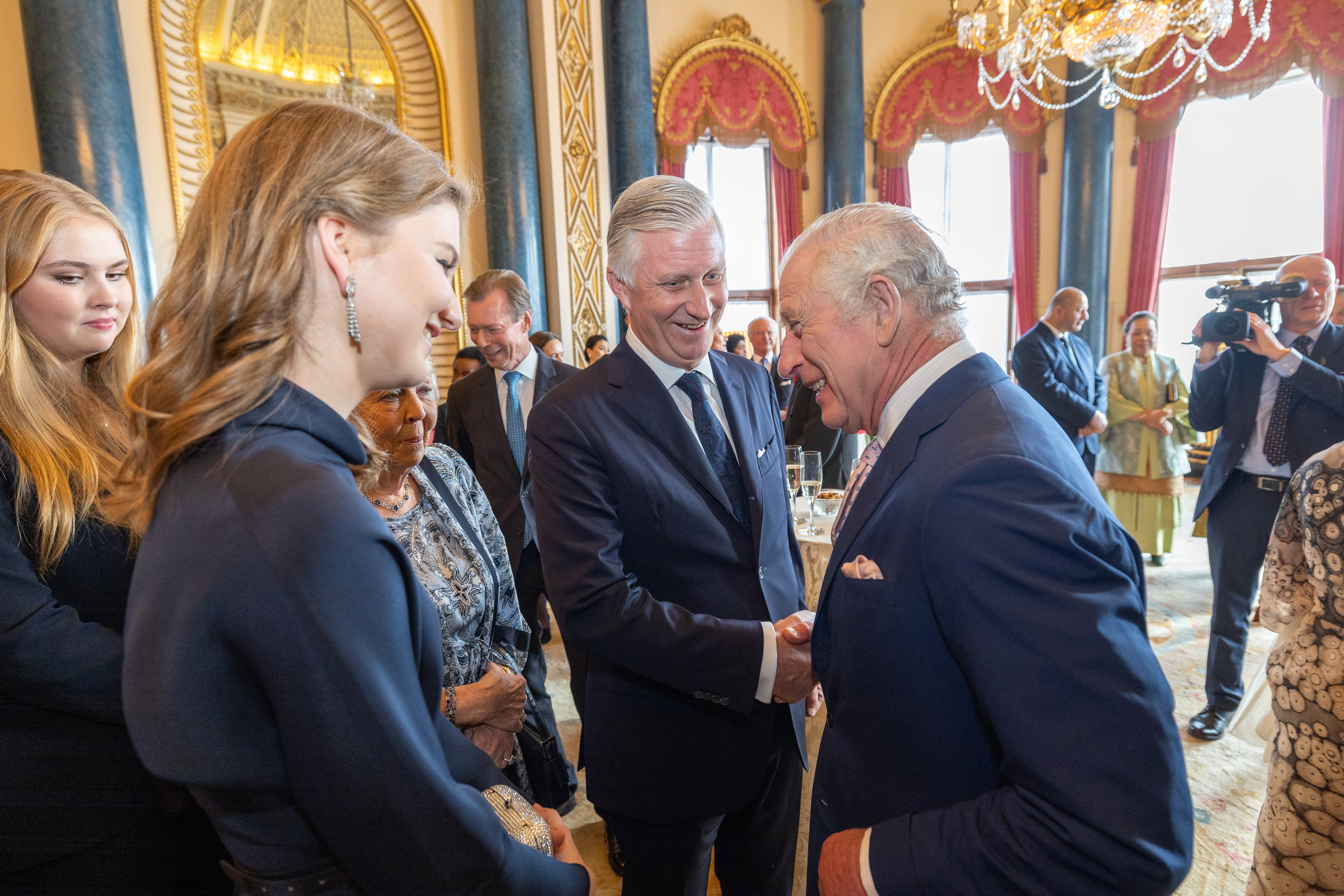
Elisabetta del Belgio al ricevimento per l'incoronazione di re Carlo III del Regno Unito (2023).

#### Duchessa di Brabante
Il 21 luglio 2013, dopo l'abdicazione di suo nonno, il re Alberto II del Belgio, suo padre ha prestato giuramento come re dei Belgi e la principessa Elisabetta è diventata la legittima erede al trono; pertanto detiene il titolo di duchessa di Brabante.
Nell'ottobre 2014 ha fatto il suo primo discorso ufficiale in occasione delle commemorazioni della prima guerra mondiale. Il 6 maggio 2015 Elisabetta ha fatto un discorso prima di battezzare la nuova nave P902 della marina belga, chiamata Pollux.
Nel giugno 2019, la duchessa ha partecipato al suo primo viaggio ufficiale all'estero. Con l'UNICEF la duchessa e la madre, la Regina, si sono recate in Kenya per visitare il campo profughi di Kakuma.
Nel giugno 2022 ha svolto i suoi primi due impegni ufficiali da sola, battezzando la nave da ricerca oceanografica belga RV Belgica e inaugurando il laboratorio di produzione additiva Princess Elisabeth di KU Leuven. Il 5 maggio 2023, Elisabetta ha accompagnato suo padre a un ricevimento a Buckingham Palace la sera prima dell'incoronazione del re Carlo III del Regno Unito e della regina Camilla. Nel giugno 2023, lei e suo padre hanno partecipato al matrimonio del principe ereditario Husayn di Giordania e Rajwa Al Saif.

## Titoli, trattamento e stemma

### Titoli e trattamento
- 25 ottobre 2001 – 21 luglio 2013: Sua Altezza Reale, principessa Elisabetta del Belgio
  - (in francese) Son Altesse Royale, Élisabeth, Princesse de Belgique
  - (in olandese) Haar Koninklijke Hoogheid, Elisabeth, Prinses van België
  - (in tedesco) Ihre Königliche Hoheit, Elisabeth, Prinzessin von Belgien
- 21 luglio 2013 – 23 luglio 2013: Sua Altezza Reale, principessa Elisabetta, Duchessa di Brabante
  - (in francese) Son Altesse Royale, Élisabeth, Duchesse de Brabant, Princesse de Belgique
  - (in olandese) Haar Koninklijke Hoogheid, Elisabeth, Hertogin van Brabant, Prinses van België
  - (in tedesco) Ihre Königliche Hoheit, Elisabeth, Herzogin von Brabant, Prinzessin von Belgien
- 23 luglio 2013 – attuale: Sua Altezza Reale, la Duchessa di Brabante

### Stemma

Monogramma reale della principessa Elisabetta del Belgio

## Ascendenza
|                                |                                |                                          | Genitori                                     |  |  | Nonni |  |  | Bisnonni                |  |  | Trisnonni            |  |
|                                |                                |                                          |                                              |  |  |       |  |  | Leopoldo III del Belgio |  |  | Alberto I del Belgio |  |
|                                |                                |                                          |                                              |  |  |       |  |  | Leopoldo III del Belgio |  |  | Alberto I del Belgio |  |
|                                |                                | Elisabetta di Wittelsbach                |                                              |  |  |       |  |  | Leopoldo III del Belgio |  |  |                      |  |
| Alberto II del Belgio          |                                |                                          |                                              |  |  |       |  |  | Leopoldo III del Belgio |  |  |                      |  |
|                                |                                | Astrid di Svezia                         | Carlo di Svezia                              |  |  |       |  |  |                         |  |  |                      |  |
|                                |                                | Astrid di Svezia                         | Carlo di Svezia                              |  |  |       |  |  |                         |  |  |                      |  |
|                                |                                | Astrid di Svezia                         | Ingeborg di Danimarca                        |  |  |       |  |  |                         |  |  |                      |  |
| Filippo del Belgio             |                                | Astrid di Svezia                         |                                              |  |  |       |  |  |                         |  |  |                      |  |
|                                |                                | Fulco Ruffo di Calabria                  | Fulco Beniamino Ruffo di Calabria            |  |  |       |  |  |                         |  |  |                      |  |
|                                |                                | Fulco Ruffo di Calabria                  | Fulco Beniamino Ruffo di Calabria            |  |  |       |  |  |                         |  |  |                      |  |
|                                |                                | Fulco Ruffo di Calabria                  | Laura Mosselman du Chenoy                    |  |  |       |  |  |                         |  |  |                      |  |
| Paola Ruffo di Calabria        |                                | Fulco Ruffo di Calabria                  |                                              |  |  |       |  |  |                         |  |  |                      |  |
|                                |                                | Luisa Gazelli dei Conti di Rossana       | Augusto Gazzelli dei Conti di Rossana        |  |  |       |  |  |                         |  |  |                      |  |
|                                |                                | Luisa Gazelli dei Conti di Rossana       | Augusto Gazzelli dei Conti di Rossana        |  |  |       |  |  |                         |  |  |                      |  |
|                                |                                | Luisa Gazelli dei Conti di Rossana       | Maria dei Conti Rignon                       |  |  |       |  |  |                         |  |  |                      |  |
| Elisabetta del Belgio          |                                | Luisa Gazelli dei Conti di Rossana       |                                              |  |  |       |  |  |                         |  |  |                      |  |
|                                | Barone Charles d'Udekem d'Acoz | Barone Maximilien d'Udekem d'Acoz        |                                              |  |  |       |  |  |                         |  |  |                      |  |
|                                | Barone Charles d'Udekem d'Acoz | Barone Maximilien d'Udekem d'Acoz        |                                              |  |  |       |  |  |                         |  |  |                      |  |
|                                | Barone Charles d'Udekem d'Acoz | Baronessa Angélique Maria van Eyll       |                                              |  |  |       |  |  |                         |  |  |                      |  |
| Conte Patrick d'Udekem d'Acoz  | Barone Charles d'Udekem d'Acoz |                                          |                                              |  |  |       |  |  |                         |  |  |                      |  |
|                                |                                | Jonkvrouw Suzanne van Outryve d'Ydewalle | Jonkheer Clément van Outryve d'Ydewalle      |  |  |       |  |  |                         |  |  |                      |  |
|                                |                                | Jonkvrouw Suzanne van Outryve d'Ydewalle | Jonkheer Clément van Outryve d'Ydewalle      |  |  |       |  |  |                         |  |  |                      |  |
|                                |                                | Jonkvrouw Suzanne van Outryve d'Ydewalle | Jonkvrouw Madeleine de Thibault de Boesinghe |  |  |       |  |  |                         |  |  |                      |  |
| Mathilde d'Udekem d'Acoz       |                                | Jonkvrouw Suzanne van Outryve d'Ydewalle |                                              |  |  |       |  |  |                         |  |  |                      |  |
|                                |                                | Conte Léon-Michel Komorowski             | Conte Michel Komorowski                      |  |  |       |  |  |                         |  |  |                      |  |
|                                |                                | Conte Léon-Michel Komorowski             | Conte Michel Komorowski                      |  |  |       |  |  |                         |  |  |                      |  |
|                                |                                | Conte Léon-Michel Komorowski             | Maria Zaborowska                             |  |  |       |  |  |                         |  |  |                      |  |
| Contessa Anna Maria Komorowska |                                | Conte Léon-Michel Komorowski             |                                              |  |  |       |  |  |                         |  |  |                      |  |
|                                |                                | Principessa Zofia Sapieha                | Principe Adam Zygmunt Sapieha                |  |  |       |  |  |                         |  |  |                      |  |
|                                |                                | Principessa Zofia Sapieha                | Principe Adam Zygmunt Sapieha                |  |  |       |  |  |                         |  |  |                      |  |
|                                |                                | Principessa Zofia Sapieha                | Contessa Teresa Sobanska                     |  |  |       |  |  |                         |  |  |                      |  |
|                                |                                | Principessa Zofia Sapieha                |                                              |  |  |       |  |  |                         |  |  |                      |  |

### Parentele
Da parte di padre, è la nipote del re Alberto II del Belgio (1934) mentre, da parte di madre, discende dalle mogli degli antichi re di Polonia. La regina Mathilde è in effetti legata a numerose famiglie di nobili e magnati polacchi celebri, come le casate di Czartoryski, Lubomirski, Radziwiłł, Sanguszko, Tyszkiewicz, Zamoyski. Ora, come discendente dei principi Czartoryski e Sanguszko, è appartenente ai Gediminidi e ha legami con la dinastia reale degli Jagelloni (che hanno regnato in Polonia, in Lituania, in Ungheria e in Boemia) e allo stesso modo è imparentata con diverse famiglia principesche russe, come i Golicyn e i Trubeckoj. È inoltre imparentata con l'ex presidente della Repubblica di Polonia, Bronisław Komorowski.